# Tiki Gelana
Erba Tiki Gelana (amharsko ኧርባ ቲኪ ገላና?), etiopska atletinja, * 22. oktober 1987, Bekoji, Etiopija.
Nastopila je na poletnih olimpijskih igrah leta 2012 in osvojila naslov olimpijske prvakinje maratonu. Leta 2011 je osvojila Amsterdamski maraton, leta 2012 pa Rotterdamski maraton.